# گروه‌های ذی‌نفوذ اجتماعی در ایالات متحده آمریکا
برخلاف اغلب گروه‌های ذی نفوذ اقتصادی در ایالات متحده آمریکا، گروه‌های ذی نفوذ اجتماعی در پی منافع اقتصادی نیستند و وزنه و جایگاه آنان در افکار عمومی نیز به دلیل طرح موضوعات انسانی و اخلاقی است و به همین دلیل این گروه‌ها توانسته‌اند حمایت‌های گسترده مردمی را بویژه درمیان اقلیت‌های نژادی و زبانی به سوی خود جلب نمایند.

## گروه‌های خواهان برابری
گروه‌های ذی‌نفوذ خواهان برابری در ایالات متحده آمریکا به دو دسته عمده تقسیم می‌شوند. یک دسته از برابری حقوق زنان حمایت می‌کنند و دسته بعدی به‌دنبال کسب برابری برای رنگین پوستان بویژه آمریکائیان آفریقایی‌تبار هستند.
از میان گروه‌های متعدد طرفداری برابری رنگین پوستان، مجمع ملی برای بهبود وضع زندگی رنگین‌پوستان به عنوان گروه مادر عمل می‌کند و تلاش دارد وحدت نظر میان تمام گروه‌ها ایجاد نماید. سازمان دیگری که در این زمینه فعالیت گسترده‌ای دارد کنگره برابری نژادی برای ملت اسلام است.

## گروه‌های ذی نفوذ با موضوعات خاص
تعداد زیادی از گروه‌های ذی نفوذ در ایالات متحده آمریکا تنها یک موضوع خاص را دنبال می‌کنند. یکی از قدرتمندترین این گروه‌ها، انجمن ملی اسلحه آمریکا است. انجمن‌های علمی ـ تخصص نیز هر یک به نوبه خود دارای پایگاه و نفوذ در میان افکار عمومی هستند. انجمن پزشکی آمریکا، انجمن ملی آموزش و انجمن دانشگاه‌های آمریکا نقش بسیار تعیین کننده‌ای در ترسیم برنامه‌های آموزشی، درمانی و رفاه اجتماعی دولت دارند. بویژه انجمن پزشکی آمریکا که تقریباً بدون جلب موافق آن، هیچ‌یک از برنامه‌های کاخ سفید و یا کنگره در خصوص بهداشت و رفاه اجتماعی به تصویب نمی‌رسد.
از جمله گروه‌های ذی نفوذ با موضوعات خاص در آمریکا عبارتند از: کلوپ فدراسیون ملی زنان متخصص، شورای ملی کلیساهای مسیحی، کنفرانس ملی رفاه کاتولیک، کمیته امور عمومی آمریکا ـ اسرائیل (ایپک)، لژیون آمریکایی سربازان بازگشته از جنگ‌های خارجی، انجمن وکلای آمریکا، انجمن بیمه بهداشتی آمریکا، آمریکائیان برای اقدام دموکراتیک،
مردم برای راه و روش آمریکایی، صدای مسیحیت، اتحادیه آزادی‌های مدنی، کمیته ملی حقوق زندگی،
بنیاد عمومی شهروندان، انجمن ملی فروشگاه‌های خرده فروشی،

## گروه‌های زیست‌محیطی
گروه‌های ذی نفوذ محیط زیست از جدیدترین گروه‌های ذی نفوذ در ایالات متحده به حساب می‌آیند که به دلیل افزایش آلودگی محیط زیست و رشد سریع جمعیت، تعداد آنان رو به افزایش گذاشته است. این گروه‌ها حفاظت از محیط زیست، حمایت از حیوانات، کاهش رشد جمعیت و مبازره با آلودگی محیط زیست را دنبال می‌کنند. از این لحاظ منافع این گروه‌ها با منافع گروه‌های تولید انرژی از جمله نفت، زغال سنگ و انرژی اتمی در تضاد قرار می‌گیرد. همچنین آنان اقدامات عملی گسترده‌ای علیه صنایع بزرگ و گروه‌های حامی آنان به راه انداخته‌اند که با سر و صداهای فراوانی همراه است. انجمن دوستاران زمین از جمله سازمان‌های است که در موضوعاتی نظیر حفاظت حیات وحش و مبارزه با آلودگی‌های محیط زیست فعالیت می‌کند.
صلح سبز اگر چه به عنوان یک حزب سیاسی نیز شناخته می‌شود، لیکن در بسیاری از موضوعات زیست‌محیطی از شیوه‌های گروه‌های فشار برای تأثیر گذاری بر رفتار سیاست‌مداران استفاده می‌کند و درعین حال طرفداران زیادی را نیز به سوی خود جلب کرده است. این گروه در اواخر دهه ۱۹۷۰ و اوایل دهه ۱۹۸۰ که با آزمایش‌های اتمی یا استقرار موشکی‌های اتمی به مخالفت پرداخت، شهرت جهانی یافت. از آن زمان به بعد، گروه‌های ذی نفوذ محیط زیست از اهمیت فراوانی در واشینگتن پیدا کردند.